# Iota1 Normae
Iota1 Normae (ι1 Normae) é um sistema estelar triplo na constelação de Norma. Com uma magnitude aparente visual combinada de 4,63, é visível a olho nu em locais sem muita poluição luminosa. Com base em medições de paralaxe, calcula-se que este sistema esteja localizado a aproximadamente 134 anos-luz (41,2 parsecs) da Terra.
O par mais interno é formado por duas estrelas de classe A da sequência principal que orbitam seu centro de massa com um período orbital de 26,8 anos, um semieixo maior de 0,33 segundos de arco e uma excentricidade de 0,52. A estrela mais brilhante, componente A, tem uma magnitude de 5,20 e um tipo espectral de A4V, enquanto sua companheira de magnitude 5,76, componente B, tem um tipo espectral de A6V. Estima-se que as duas tenham massas de 1,94 e 1,65 vezes a massa do Sol, respectivamente. O membro terciário do sistema, componente C, é uma estrela de magnitude 8,1 com uma massa estimada de 0,88 vezes a solar. Separado dos outros membros por 10,8 segundos de arco, sua órbita tem um período estimado de 5 000 anos.